# عبدالله حیمود
عبدالله حیمود (انگلیسی: Abdellah Haimoud؛ زادهٔ ۲۱ مهٔ ۲۰۰۱) بازیکن فوتبال اهل مراکش است که در حال حاضر برای باشگاه فوتبال الوداد کازابلانکا بازی می‌کند. 